# Thunder Airlines
Thunder Airlines — небольшая канадская авиакомпания со штаб-квартирой в городе Тандер-Бей (Онтарио), выполняющая регулярные и чартерные пассажирские перевозки из аэропорта Тандер-Бей, а также работающая по долгосрочным контрактам в части обеспечения деятельности бригад скорой медицинской помощи (санитарная авиация).

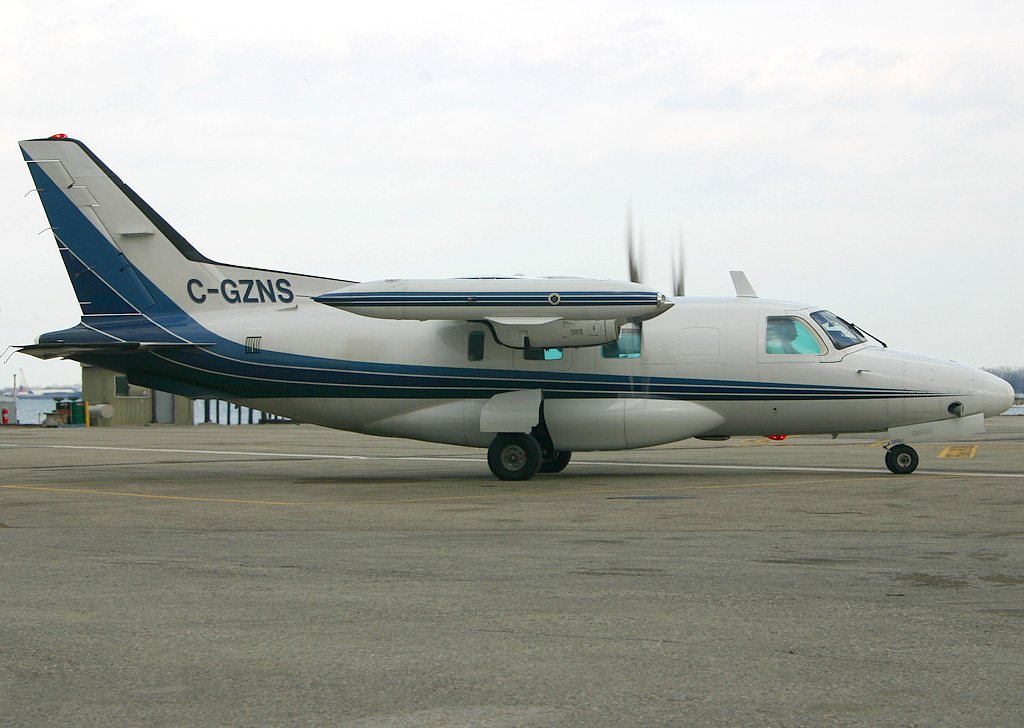
Mitsubishi MU-2B авиакомпании Thunder Airlines на рулении в Аэропорту Торонто «Центральный»

## Флот
По состоянию на июнь 2009 года флот авиакомпания состоял из следующих воздушных судов:
- 4 King Air A100
- 1 Cessna Grand Caravan 208B
- 4 Mitsubishi MU-2